# Phalangisme en Amérique latine
Le phalangisme en Amérique latine est une caractéristique de la vie politique depuis les années 1930, lorsque des mouvements politiques se sont tournés vers le national-syndicalisme et le fascisme clérical de l'Espagne franquiste en cherchant à l'appliquer à d'autres pays hispanophones. À partir du milieu des années 1930, la Falange Exterior (es), qui est en fait une version outre-mer de la Phalange espagnole, est active dans toute l'Amérique latine afin d'obtenir le soutien des communautés hispaniques. Cependant, ces idées se sont rapidement répandues dans les groupes politiques indigènes. Le terme « phalangisme » ne doit pas être appliqué aux dictatures militaires de personnalités telles qu'Alfredo Stroessner, Augusto Pinochet et Rafael Trujillo, car si ces individus ont souvent entretenu des relations étroites avec l'Espagne de Francisco Franco, leur nature militaire et leur manque fréquent d'engagement en faveur du syndicalisme national et le corporatisme d'État font qu'ils ne doivent pas être considérés comme phalangistes (bien que des individus au sein de chaque régime aient pu être proches de cette idéologie). Le phénomène peut être observé dans un certain nombre de mouvements passés et présents.
La popularité du phalangisme en Amérique latine décline après la défaite du fascisme et des puissances de l'Axe lors de la Seconde Guerre mondiale.

## Argentine
Juan Perón a fondé son pouvoir sur son alliance avec les syndicats argentins, tandis que son gouvernement continuait à entretenir des liens avec Franco. Toutefois, le phalangisme dans le pays étant en grande partie mal à l'aise avec le péronisme jusqu'à l'émergence du mouvement nationaliste Tacuara dans les années 1960. Ce mouvement violent s'inspirait de José Antonio Primo de Rivera et s'est également inspiré des travaux de Julio Meinvielle, lui-même grand admirateur du phalangisme.
Par ailleurs, Manuel Gálvez (en) et Juan Carulla ont tous deux approuvé l'« hispanité » et, ce faisant, ont exprimé une forte admiration pour le phalangisme, en particulier Carulla.

## Bolivie
Formée en 1937, la Phalange socialiste bolivienne (Falange Socialista Boliviana ou FSB) d'Óscar Únzaga a gagné de nombreux partisans parmi les anciens propriétaires terriens en proposant un programme fortement influencé par Franco et Benito Mussolini. Le FSB est devenu une opposition efficace au gouvernement du Mouvement nationaliste révolutionnaire, bien que sa popularité ait décliné par la suite et qu'il ait finalement été absorbé par l'Action démocratique nationaliste.
Un groupe dissident connu sous le nom de Movimiento al Socialismo - Unzaguista est apparu en 1987 sous la direction de David Añez Pedraza. Représentant une version plus à gauche du phalangisme bolivien, il est devenu moribond avant que le titre, plutôt que l'idéologie, ne soit repris par Evo Morales en 1999 pour former la base de son Mouvement vers le socialisme.
Un groupe revivaliste, le Frente Socialista de Naciones Bolivianas, a été formé par Horacio Poppe en 2000 et est devenu depuis lors la Falange Neounzaguista, également connue sous le nom de « chemises blanches ». Tirant leur nom d'Óscar Únzaga, ils ont mené une campagne de recrutement dans les universités boliviennes, bien qu'ils restent une force mineure.

## Chili
En 1935, un groupe de jeunes chrétiens sociaux se sépare du parti conservateur pour former la Falange Nacional. Malgré son nom, ce groupe est largement composé de catholiques progressistes et réformistes et ne ressemble guère au phalangisme espagnol. Dans ses premières années, il imite des éléments des mouvements fascistes, certains de ses membres portant des uniformes et suivant un entraînement paramilitaire. Avec son programme économique progressiste (créer une alternative au capitalisme, « racheter » le prolétariat), il est en conflit ouvert avec le haut clergé catholique, qui l'accuse de manquer de respect aux dirigeants de l'Église et de se ranger du côté des communistes. Malgré son objectif d'être une alternative centriste à la gauche et à la droite et une attention publique relativement importante, il n'a jamais obtenu plus de 4 % des voix. Plus tard, il soutient le gouvernement de gauche de Juan Antonio Ríos (1942–1946) et, en 1957, il est l'un des groupes fondateurs du Parti démocrate-chrétien du Chili. L'un de ses anciens membres, Eduardo Frei Montalva, devient président du Chili en 1964. Parmi les autres membres notables figurent Radomiro Tomić et Bernardo Leighton (en).
Un groupe plus ouvertement phalangiste, le Mouvement révolutionnaire national-syndicaliste (Movimiento Revolucionario Nacional Sindicalista, MRNS), apparaît en 1952, sans toutefois atteindre l'influence de la Falange Nacional. Dans les années 1970, ce groupe joue un rôle plus important dans le développement de la pensée nationaliste chilienne grâce à la publication de Forja. Le mouvement soutient la dictature militaire d'Augusto Pinochet et fait partie du Secrétariat national des syndicats, une organisation créée par le régime d'Augusto Pinochet et dont la direction est assumée par le MRNS et des membres de parti Patria y Libertad,. Le mouvement s'est finalement dissous dans les années 1980.
Ce mouvement a également organisé un mouvement de jeunesse, la Guardia Revolucionaria Nacionalsindicalista.

## Colombie
Dans les années 1930, le futur président colombien Laureano Gómez devient un partisan enthousiaste du phalangisme, bien que cette ferveur se soit quelque peu estompée au moment où il prend le pouvoir en 1950. Néanmoins, un groupe phalangiste était actif dans le pays au cours des années 1940.
Il existe actuellement un groupe, la Falange Nacional Patriótica de Colombia, qui prétend être actif au sein de l'Université nationale de Colombie. Récemment, ils ont changé leur nom en Frente Obrero Social Patriota.

## Costa Rica
Le président du Costa Rica, Teodoro Picado Michalski, qui gouverne entre 1944 et 1948, était un admirateur du phalangisme et du somocisme, et a même défendu Francisco Franco aux Nations unies. Cependant, même après la fin de la Seconde Guerre mondiale, la délégation nationale du service extérieur phalangiste a indiqué que le Costa Rica était l'un des pays hispaniques où il existait encore un cercle actif de phalangistes. De même, une littérature phalangiste a existé au Costa Rica entre 1937 et 1946 dans des journaux tels que El Nacionalista et La gloria de España, tandis que deux heures par semaine de propagande étaient diffusées à l'occasion des émissions de radio La España y el Mundo.

## Cuba
Un mouvement phalangiste cubain a existé de 1936 à 1940 sous la direction d'Antonio Avendaño et d'Alfonso Serrano Vilariño. Ce groupe est dissous par une loi qui interdit aux groupes politiques de faire des références spécifiques aux politiques des groupes étrangers.
Bien que le gouvernement de Fulgencio Batista ait entretenu de bonnes relations avec Franco, il n'était pas phalangiste et la seule manifestation réelle de phalangisme à partir de 1940 venait du petit groupe La Falange Cubana.

## Équateur
Un groupe connu sous le nom d'Alianza Revolucionaria Nacionalista Ecuatoriana est apparu en 1948, s'inspirant directement du phalangisme et du synarchisme. Sous la direction de Jorge Luna, le groupe recrute des partisans parmi les jeunes de la classe moyenne supérieure et adopte une idéologie mélangeant christianisme, nationalisme et anticommunisme. Cependant, le groupe a fini par devenir davantage une armée de combat de rue soutenant le président José María Velasco Ibarra qu'un parti politique.
Une tendance marginale au phalangisme se poursuit au sein de la Falange Nacional Garciana Ecuatoriana, un groupe récemment formé.

## Mexique
Le synarchisme mexicain, qui associait le catholicisme à l'anticommunisme, présentait certaines caractéristiques du phalangisme et s'inspirait entre autres de Franco. Ses représentants politiques, l'Union nationale sinarchiste, sont devenus influents à la fin des années 1930.
Parallèlement à cette variante mexicaine, un groupe totalement à l'image de la phalange espagnole, appelé la Falange Española Tradicionalista, est créé dans le pays par des marchands espagnols établis dans le pays, s'opposant au soutien constant apporté par Lázaro Cárdenas au camp républicain lors de la guerre d'Espagne. Ce groupe n'a toutefois pas cherché à exercer une influence en dehors des immigrés espagnols au Mexique.
Les groupes d'extrême droite mexicains mettent souvent l'accent sur l'Orgullo Criollo (en) (« fierté créole »), qui souligne leurs liens avec l'Espagne et l'« hispanité ».

## Nicaragua
L'influence phalangiste s'est fait sentir dans le pays à la fin des années 1930, en particulier au Colegio Centro América (en) de Managua, où cette idéologie était largement répandue. Toutefois, ces activités ont été supprimées après 1941, le Nicaragua ayant adopté une position résolument pro-américaine après l'attaque de Pearl Harbor.

## Pérou
Une petite Falange Perú existe et revendique son soutien aux phalangistes espagnols.

## Porto Rico
À l'époque de la guerre civile espagnole, la Phalange était très active parmi les quelque 8 000 citoyens espagnols de l'île, et une branche officielle de la Phalange était organisée à San Juan. Ce groupe a officiellement renoncé à toute implication dans la politique locale, bien qu'il ait été surveillé de près par le FBI pendant la Seconde Guerre mondiale.
Deux groupuscules phalangistes ont été actifs dans la campagne pour l'indépendance de Porto Rico. Le premier est la Falange Boricua, qui affirme avoir été interdite le 7 mai 2000 après l'arrestation de son dirigeant, Walter Lozano, qui tentait de bloquer les bases militaires américaines sur l'île. Ils ont depuis été refondés sous le nom de Movimento Nacional Sindicalista de Puerto Rico.

## Salvador
Sous le régime d'Arturo Armando Molina, la guérilla antigouvernementale de gauche est devenue tellement influente dans la vie politique salvadorienne que les agences gouvernementales ont commencé à financer des paramilitaires d'extrême droite et des escadrons de la mort (en) pour s'y opposer. L'un des premiers d'entre eux, les Fuerzas Armadas de Liberacion Nacional - Guerra de Exterminacion, mieux connues sous l'acronyme FALANGE, est créé en 1975 dans le but déclaré d'exterminer « tous les communistes et leurs collaborateurs ». Après avoir commis 38 meurtres en une semaine au cours du seul mois d'octobre 1975, le groupe a changé de nom pour devenir l'Union Guerrera Blanca en 1976, mettant ainsi un terme à son idéologie phalangiste tout en poursuivant son rôle initial d'assassinat de partisans de gauche.

## Venezuela
Enrique Parra Bozo, connu pour son admiration pour Franco ainsi que pour son catholicisme et son anticommunisme, a dirigé le Partido Auténtico Nacionalista. Ce groupe a apporté son soutien au régime militaire de Marcos Pérez Jiménez et a même tenté, en vain, de le désigner comme candidat à l'élection présidentielle de 1963 (en).
Un groupuscule, la Falange Venezolana, est actif aujourd'hui et s'inspire de de José Antonio Primo de Rivera, Ramiro Ledesma Ramos, Léon Degrelle, Ferenc Szálasi et Corneliu Zelea Codreanu.